# Sikorsky Aircraft
Sikorsky Aircraft Corporation – amerykańskie przedsiębiorstwo produkujące śmigłowce i samoloty (obecnie tylko śmigłowce), główny konkurent w tej branży dla firmy Bell.

## Historia

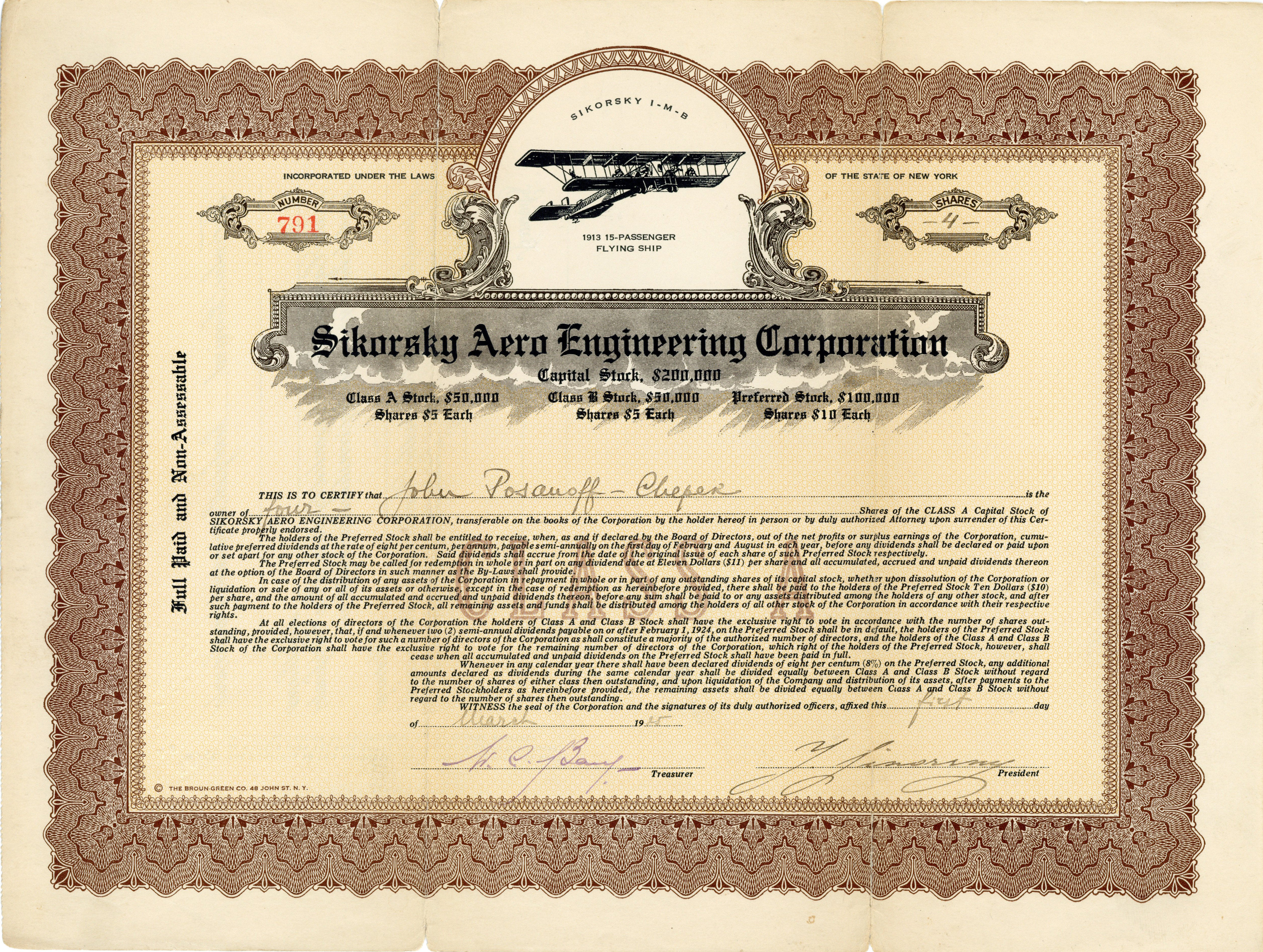
Akcja Sikorsky Aero Engineering Corporation, wyemitowana 1 marca 1925 roku, osobiście podpisana przez Igora Sikorsky'ego jako prezesa. W założeniu spółki w 1923 roku pomógł mu głównie Siergiej Rachmaninow. W październiku 1928 roku zmieniono nazwę spółki na Sikorsky Aviation Corporation.

Założone w 1923 (pierwsza firma produkująca helikoptery na świecie) przez rosyjskiego inżyniera Igora Sikorskiego w Stanach Zjednoczonych. Zaprojektował on w 1942 pierwszy w pełni funkcjonalny śmigłowiec jednowirnikowy.
Przedsiębiorstwo w latach 1943–2015 było częścią United Technologies Corporation (daw. „United Aircraft”).
16 marca 2007 roku United Technologies Holdings (UTH), spółka United Technologies Corporation (UTC), wykupiła 100% udziałów w PZL Mielec od Agencji Rozwoju Przemysłu S.A.
20 lipca 2015 roku, firma Lockheed Martin ogłosiła, że nabyła firmę Sikorsky za kwotę 9 miliardów dolarów. Transakcja zostanie sfinalizowana po akceptacji przez amerykański rząd w ciągu kilku miesięcy.
Firma Sikorsky zaopatruje przede wszystkim marynarkę wojenną, armię, oraz Prezydenta Stanów Zjednoczonych w Marine One – helikopter będący odpowiednikiem Air Force One. Oferta uwzględnia również odbiorców prywatnych, ale stanowi ona mniejszy procent produkcji, niż dostawy dla rządu USA i innych krajów.

## Produkty

### Samoloty

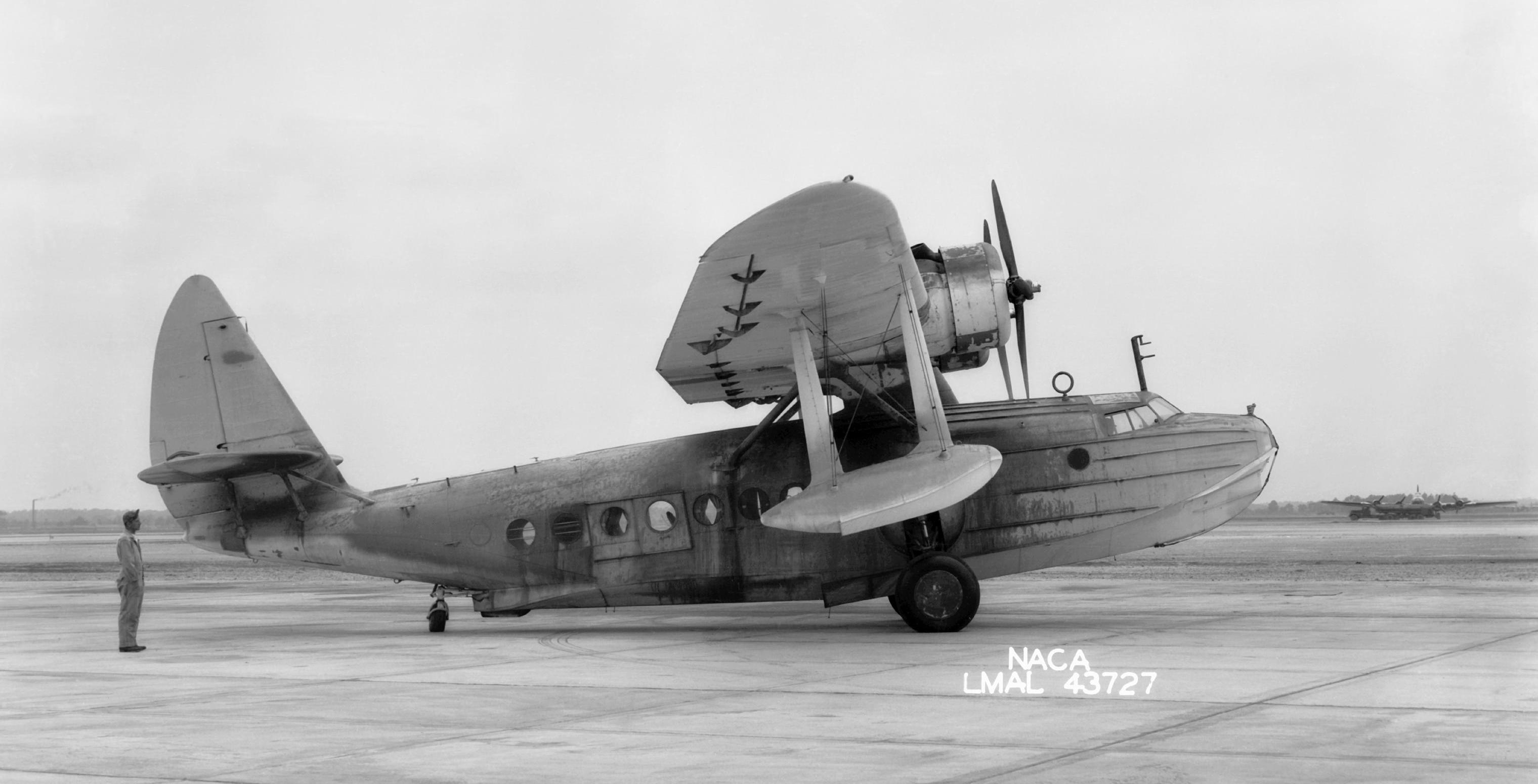
Sikorsky S-43

- Sikorsky S-29-A – dwusilnikowy transportowy dwupłat. Pierwszy zbudowany przez Sikorsky’ego samolot w USA (1924)
- Sikorsky S-30 – dwusilnikowy, niedokończony (1925)
- Sikorsky S-31 – jednosilnikowy dwupłat (1925)
- Sikorsky S-32 – jednosilnikowy, dwuosobowy dwupłat (1926)
- Sikorsky S-33 – „Messenger” jednosilnikowy dwupłat (1925)
- Sikorsky S-34 – dwusilnikowa latająca łódź, prototyp (1927)
- Sikorsky S-35 – trójsilnikowy dwupłat, prototyp (1926)
- Sikorsky S-36 – 8-miejscowa, dwusilnikowa latająca łódź „Amphibion” (1927)
- Sikorsky S-37 – „Guardian” 8-miejscowy dwusilnikowy dwupłat (1927)
- Sikorsky S-38 – 8-miejscowa dwusilnikowa amfibia (USN PS) (1928-1933)
- Sikorsky S-39 – 5-miejscowy jednosilnikowy wariant S-38 (1929-1932)
- Sikorsky S-40 – „Flying Forest” czterosilnikowa 28-miejscowa latająca łódź (1931)
- Sikorsky S-41 – dwusilnikowa latająca łódź (1931)
- Sikorsky S-42 – „Clipper” czterosilnikowa latająca łódź (1934-1935)
- Sikorsky S-43 – „Baby Clipper” dwusilnikowa amfibia (1935-1937) (Army OA-1, USN JRS-1)
- Sikorsky S-44 – czterosilnikowa latająca łódź (1937)
- Sikorsky S-45 – sześciosilnikowa amfibia (dla Pan Am nigdy nie zbudowany)

### Śmigłowce

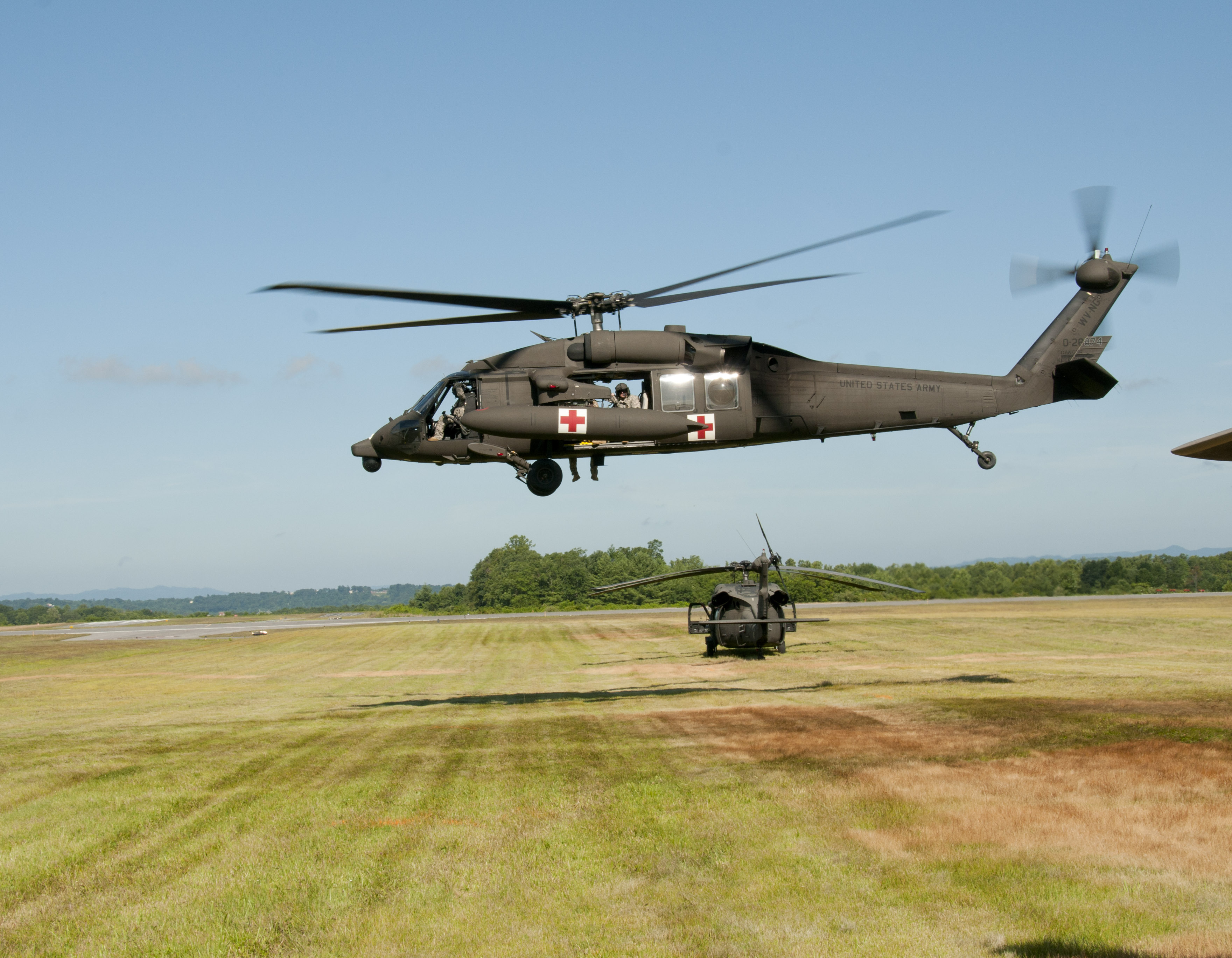
Sikorsky UH-60 Black Hawk

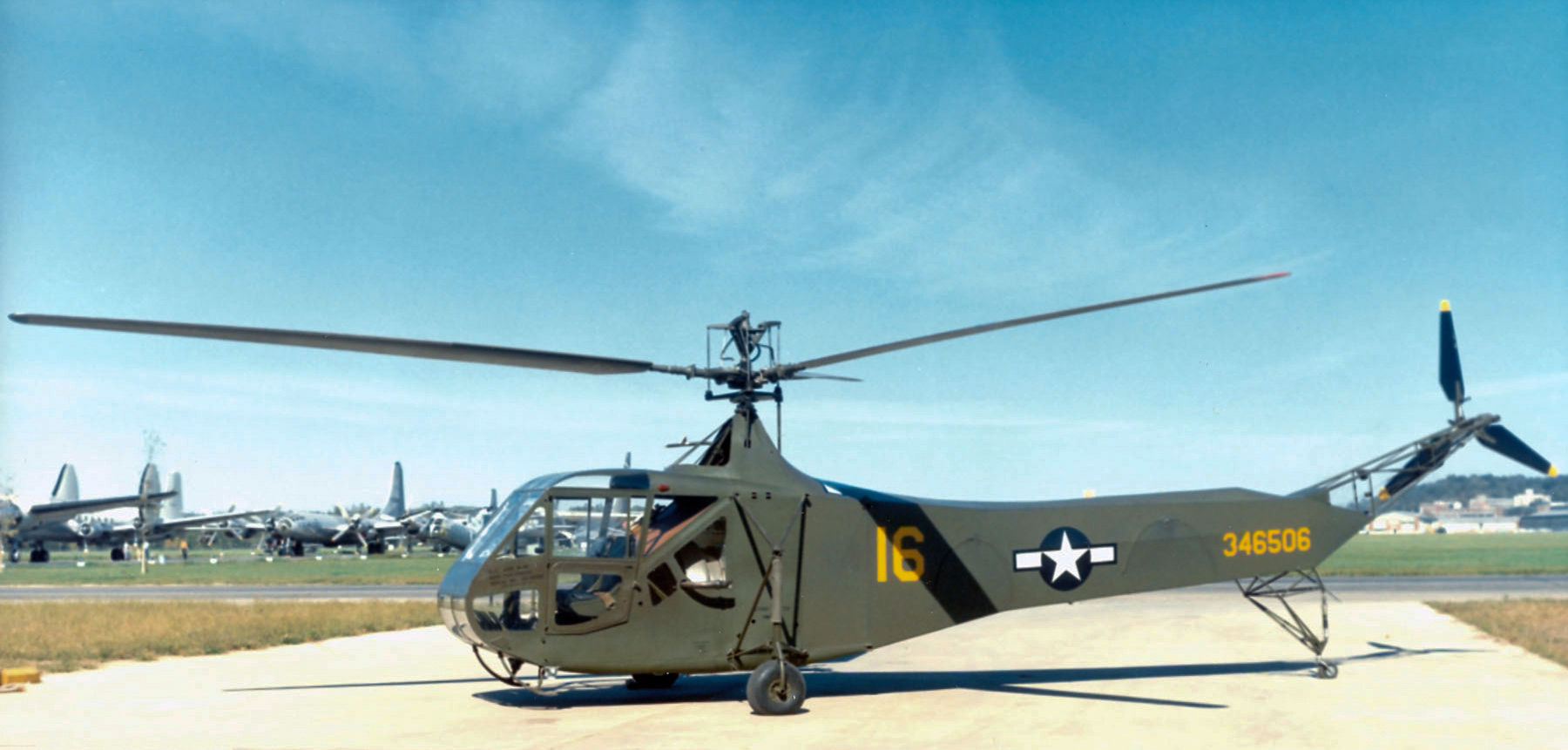
Sikorsky R-4B

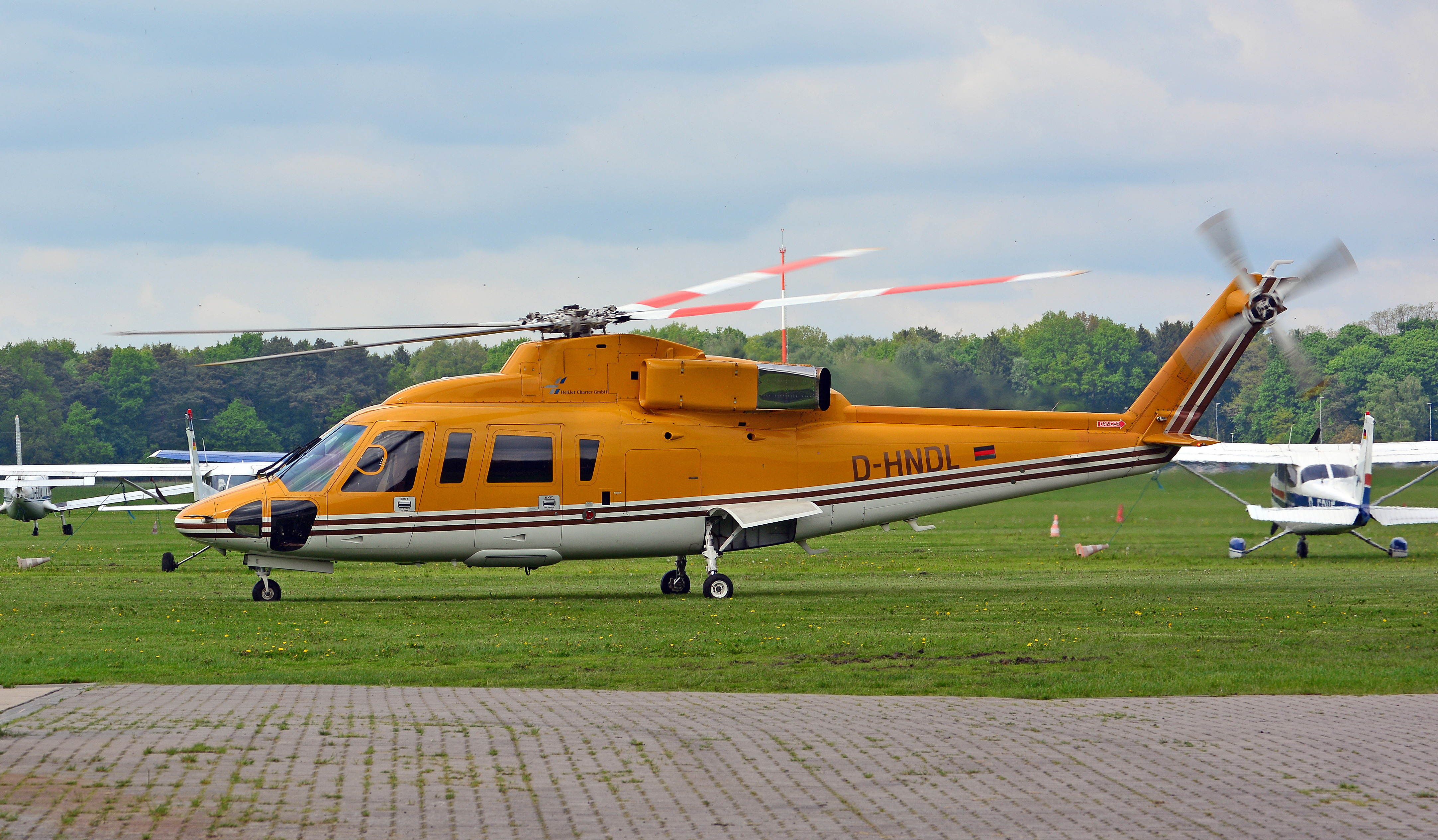
Sikorsky S-76 Spirit

- Vought-Sikorsky 300 – prototyp śmigłowca z jednym wirnikiem nośnym (1940)
- Sikorsky R-4 – pierwszy seryjnie produkowany helikopter (1942)
- Sikorsky H-5 – helikopter zaprojektowany z myślą o polepszeniu parametrów R-4 (1943)
- Sikorsky S-51 – pierwszy na świecie komercyjny helikopter (1946)
- Sikorsky S-52 – helikopter z rotorem wykonanym w całości z metalu (1947)
- Sikorsky S-55 – helikopter użytkowy (1949)
- Sikorsky S-56 – dwusilnikowy helikopter, H-37A Mojave (1953)
- Sikorsky S-58 – ulepszony S-55 (1954)
- Sikorsky S-60 – prototyp „latającego dźwigu”, helikopter rozbił się 1961 (1959)
- Sikorsky S-61 – uniwersalny śmigłowiec morski Sea King, wiele wariantów, włączając HH-3 „Jolly Green Giant” (1959)
- Sikorsky S-62 – HH-52 Seaguard helikopter amfibia (1958)
- Sikorsky S-64 – CH-54 Tarhe – „latający dźwig” (1962)
- Sikorsky S-65 – CH-53 Sea Stallion, CH-53E Super Stallion – helikoptery o wysokim udżwigu(1964, 1974)
- Sikorsky S-67 – prototyp, helikopter bojowy (1970)
- Sikorsky S-69 – prototyp (1973)
- Sikorsky S-70 – uniwersalne śmigłowce wojskowe UH-60 Blackhawk, SH-60 Seahawk (1974)
- Sikorsky S-71 – niezrealizowany projekt śmigłowca szturmowego (1973)
- Sikorsky S-72 – system opracowany dla NASA (1987)
- Sikorsky S-76 – Spirit – 14-miejscowy komercyjny (1977)
- Sikorsky S-92 i wojskowy Sikorsky H-92 (1995)
- Sikorsky S-300C – (1964)
- Sikorsky S-333 – (1988)
- Sikorsky S-434 – (2008)
- Sikorsky X2 – prototyp (2008)